# Cyclosa haiti
Cyclosa haiti Levi, 1999 è un ragno appartenente alla famiglia Araneidae.

## Etimologia
Il nome della specie deriva dallo stato di Haiti, nel cui territorio sono stati rinvenuti i primi esemplari.

## Caratteristiche
L'olotipo femminile ha dimensioni: cefalotorace lungo 1,5mm, largo 1mm; opistosoma lungo 3,3mm.

## Distribuzione
La specie è stata reperita nell'isola di Hispaniola, di Giamaica e sull'isola Mona: nel Parc national La Visite, nella zona meridionale di Haiti.

## Tassonomia
Al 2013 non sono note sottospecie e dal 1999 non sono stati esaminati nuovi esemplari.